# Lletra grotesca
La lletra grotesca (o lletra de pal sec o antiga) és una de les quatre famílies fonamentals o estils amb què se solen agrupar els diferents tipus de lletra.
Els estils o famílies fonamentals es defineixen segons l'ast o traç principal (element necessari) i la gràcia o el traç terminal (elements decoratius).
La classificació de Thibaudeau de les famílies fonamentals (és la més coneguda i sintètica) en distingeix 4 segons el dibuix de l'ast i de la gràcia: la romana antiga (Garamond, Plantin...), la romana moderna (Century, Bodoni), l'egípcia (Rockwell, Clarendon...) i la de pal sec o grotesca (Futura, Helvètica…)